# Rio Pimenta Bueno
O rio Pimenta Bueno (ou rio Apidiá, Apediá) é um curso de água que banha o estado de Rondônia, no Brasil.

## Nomes
Nomes do rio Pimenta Bueno:
- Língua aicanã: Hẽni-Mu[3]
- Língua kwazá: Tʃimũte[1]